# Maserati 350S
Pour les articles homonymes, voir Maserati (homonymie).
La Maserati 350S est une voiture sport-prototype du constructeur automobile italien Maserati, produite à trois exemplaires entre 1955 et 1957.

## Histoire

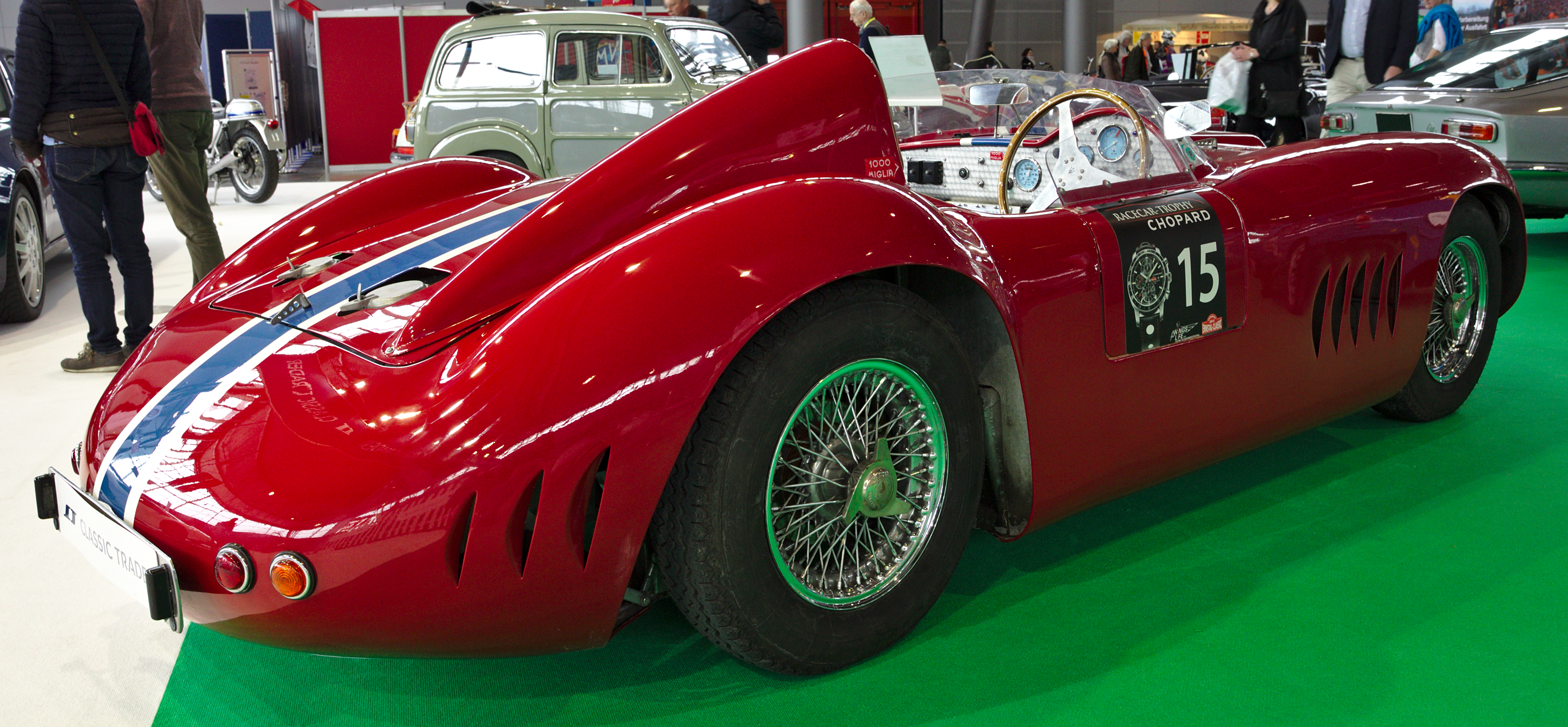

La première Maserati 350S (châssis no 3501) de 1955, du designer Medardo Fantuzzi, est une évolution des Maserati 300S, dont elle reprend le moteur 6 cylindres en ligne de 3,5 L de cylindrée de 240 ch (poussé à 290 ch) à double arbres à cames en tête, double allumage, deux soupapes par cylindre. 
Un dérivé de ce moteur (commun avec les Formule 1 Maserati 250F de 1955 et 1956) motorise les futures Maserati 3500 GT (1957), Maserati Sebring (1963) et Maserati Mistral (1963).
La Maserati 450S V8 de 4,2 L lui succède en 1956.

## Compétition

### Châssis n°3501
Stirling Moss a un accident au volant du premier modèle (châssis no 3501) lors des Mille Miglia 1956. Ce châssis accidenté est re-numéroté 4501 pour devenir le prototype de la première Maserati 450S V8 de 4,2 L de 1956,. 

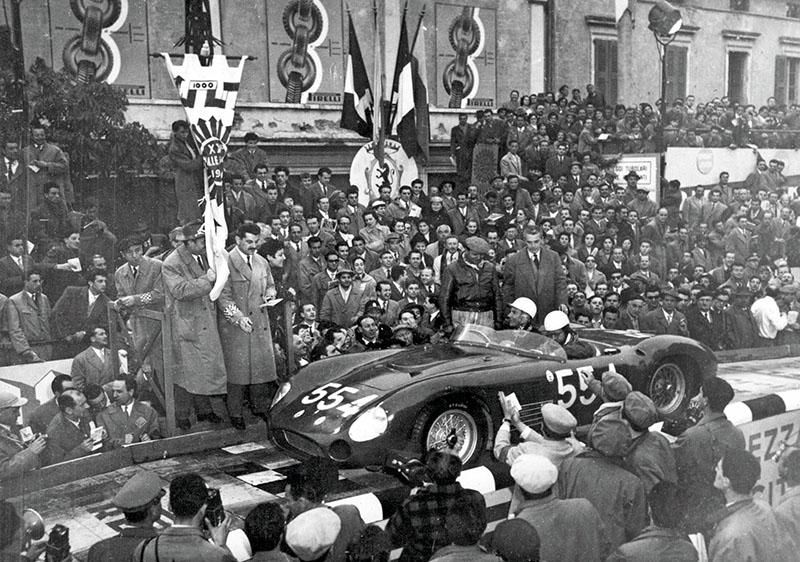
Maserati 350 (no 3501) au départ des Mille Miglia 1956, avec Stirling Moss.
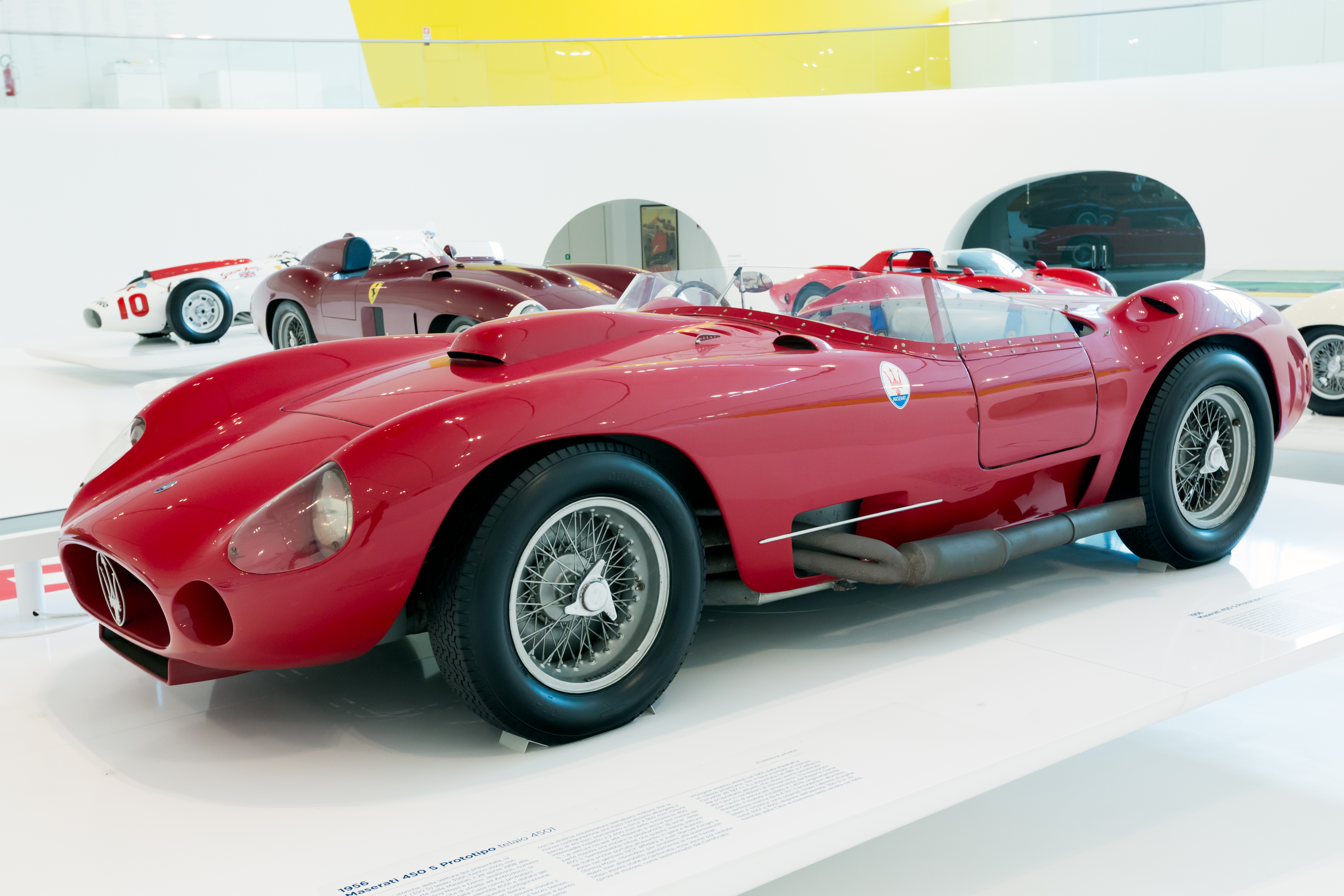
Prototype Maserati 450S (châssis 4501) ex Maserati 350S (châssis 3501)
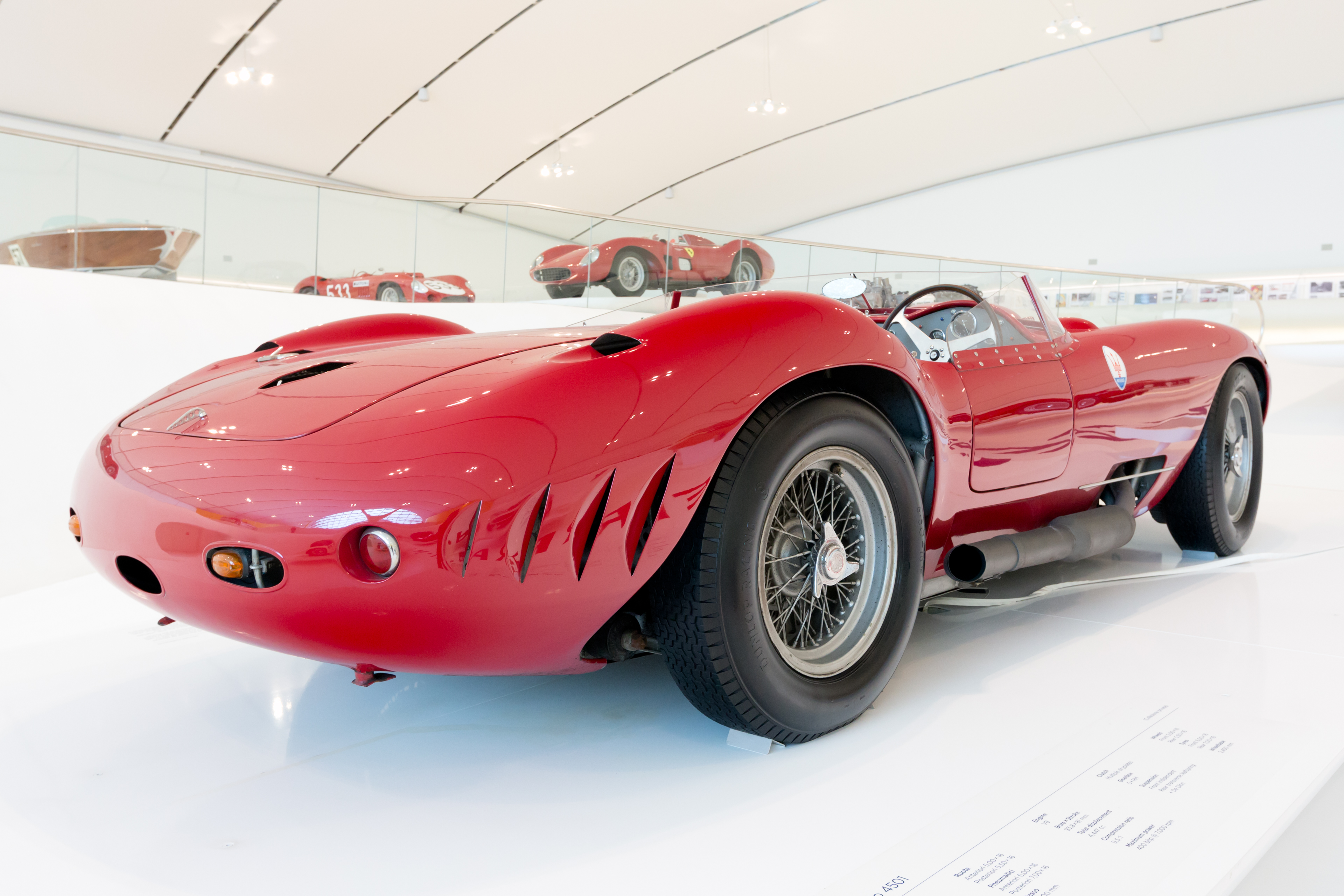
au musée Enzo-Ferrari de Modène.

### Châssis n°3502
Le second modèle (châssis no 3502), similaire au premier, est conçu pour le pilote Maserati Luigi Piotti. Le modèle est la propriété de l'État du Connecticut depuis 1974.

### Châssis n°3503
Le troisième et dernier modèle (châssis no 3503) de 1957, est dans un premier temps motorisé par le 6 cylindres précédent de 325 ch à 6 000 tr/min, remplacé par un V12 expérimental de 3,5 L développant 335 ch à 9 000 tr/min. Avec cet ultime châssis, les pilotes argentin Roberto Bonomi et italien Luigi Piotti terminent 5e des 1 000 kilomètres de Buenos Aires 1957, pour la dernière saison d'engagements de la 350S.

## Palmarès partiel
Les Maserati 350S participent sans succès à divers compétitions du championnat du monde des voitures de sport, dont les Mille Miglia 1956, 1 000 kilomètres du Nürburgring 1956, 1 000 kilomètres de Buenos Aires 1957 (5e), Mille Miglia 1957, Grand Prix automobile du Venezuela 1957... 